# Eurovisiesongfestival 1985
Het Eurovisiesongfestival 1985 was het dertigste Eurovisiesongfestival en vond plaats op 4 mei 1985 in Göteborg, Zweden.
Het programma werd gepresenteerd door Lill Lindfors.
Van de 19 deelnemende landen won Noorwegen met het nummer La det swinge, uitgevoerd door Bobbysocks.
Dit lied kreeg 123 punten, 11,2% van het totale aantal punten.
Met 105 punten werd Duitsland tweede, gevolgd door Zweden op de derde plaats met 103 punten.
Voor de eerste keer nam Nederland geen deel aan het Eurovisiesongfestival, aangezien deze editie samenviel met de Nationale Dodenherdenking.

## Interludium
Guitars Unlimited verzorgde het interludium tijdens het stemmen tellen.

## Puntentelling

### Stemstructuur
Net als vorig jaar werden in de nationale jury punten toegekend aan elk liedje. Het liedje met het meest aantal stemmen, kreeg twaalf punten. De tweede keus kreeg tien punten en de derde plaats tot en met tiende plaats kregen acht tot en met één punten. Stemmen op het eigen land is niet toegestaan.

### Score bijhouden
De score werd bijgehouden op een scorebord dat in de zaal hing.
De landen stonden in het Engels op het bord.
Voor de naam was de vlag en een extra cijfer-vak te zien.
Achter elk land stond het totaal aantal punten.
De gegeven punten werden gelijk bij het totaal van het land opgeteld.
De presentatrice zat op het podium, schuin voor het scorebord.
Het land dat de punten aan het doorgeven was, was herkenbaar doordat op het vlakje voor de naam een rondje (de "bovenkant van de 8") te zien was.
Voor het eerst werd tussen het opbellen de tussenstand op het scorebord zichtbaar. Nadat een land alle punten had gegeven verscheen een cijfer dat de rangorde in te tussenstand aangaf voor de naam van het land in het extra cijfer-vak. Eerst de top vijf en na een paar seconden de gehele stand. Bovendien knipperde de vlag van het land dat op dat moment de leiding had.

### Stemmen
Het bellen van de landen ging op volgorde van deelname.
Het geven van de punten gebeurde in volgorde van laag naar hoog.
De vertegenwoordiger van het land noemde het land en het aantal punten in het Engels of Frans.
De presentatrice herhaalde dit in de taal waarin de punten gegeven werden
om daarna beide gegevens in de andere taal te herhalen.
Daarbij werd zowel in het Engels als het Frans points gebruikt.

### Beslissing
Luxemburg gaf als een na laatste de punten door. Door zeven punten aan Noorwegen te geven stond de winnaar vast: Noorwegen was met 122 punten niet meer in te halen door Zweden dat net op 103 punten was terechtgekomen.

### Kledingtruc
Voordat de puntentelling begon kwam Lindfors op en bleef zogenaamd met haar jurk achter het decor hangen, waardoor ze in haar ondergoed leek te staan. Door een paar knoopjes van haar bovenstuk los te maken ontstond er een nieuwe jurk. Dit was duidelijk wel de bedoeling, maar niet gerepeteerd en had daarom niet de goedkeuring van de EBU.

## Resultaat
| Plaats | Land                | Artiest                                      | Titel                        | Punten |
| ------ | ------------------- | -------------------------------------------- | ---------------------------- | ------ |
| 1      | Noorwegen           | Bobbysocks                                   | La det swinge                | 123    |
| 2      | Duitsland           | Wind                                         | Für alle                     | 105    |
| 3      | Zweden              | Kikki Danielsson                             | Bra vibrationer              | 103    |
| 4      | Verenigd Koninkrijk | Vikki                                        | Love is                      | 100    |
| 5      | Israël              | Izhar Cohen                                  | Olé, olé                     | 93     |
| 6      | Ierland             | Maria Christian                              | Wait until the weekend comes | 91     |
| 7      | Italië              | Al Bano & Romina Power                       | Magic, oh magic              | 78     |
| 8      | Oostenrijk          | Gary Lux                                     | Kinder dieser Welt           | 60     |
| 9      | Finland             | Sonja Lumme                                  | Eläköön elämä                | 58     |
| 10     | Frankrijk           | Roger Bens                                   | Femme dans ses rêves aussi   | 56     |
| 11     | Denemarken          | Hot Eyes                                     | Sku' du spørg' fra no'en?    | 41     |
| 12     | Zwitserland         | Mariella Farré & Pino Gasparini              | Piano, piano                 | 39     |
| 13     | Luxemburg           | Margo, Franck, Diane, Ireen, Malcolm & Chris | Children, Kinder, enfants    | 37     |
| 14     | Spanje              | Paloma San Basilio                           | La fiesta terminó            | 36     |
| 14     | Turkije             | MFÖ                                          | Didai didai dai (aşik oldum) | 36     |
| 16     | Cyprus              | Lia Vissi                                    | To katalava arga             | 15     |
| 16     | Griekenland         | Takis Biniaris                               | Miazoume                     | 15     |
| 18     | Portugal            | Adelaide Ferreira                            | Penso em ti, eu sei          | 9      |
| 19     | België              | Linda Lepomme                                | Laat me nu gaan              | 7      |

## Deelnemers

### Terugkerende artiesten
| Land        | Artiest                                                       | Plaats | Eerdere deelname                      | Plaats toen |
| ----------- | ------------------------------------------------------------- | ------ | ------------------------------------- | ----------- |
| Denemarken  | Hot Eyes                                                      | 11     | Denemarken 1984                       | 4           |
| Israël      | Izhar Cohen                                                   | 5      | Israël 1978 (samen met The Alphabeta) | 1           |
| Italië      | Al Bano & Romina Power                                        | 7      | Italië 1976                           | 7           |
| Luxemburg   | Ireen Sheer (samen met Margo, Franck, Diane, Malcolm & Chris) | 13     | Luxemburg 1974                        | 4           |
| Luxemburg   | Ireen Sheer (samen met Margo, Franck, Diane, Malcolm & Chris) | 13     | Duitsland 1978                        | 6           |
| Noorwegen   | Elisabeth Andreassen (deel van Bobbysocks)                    | 1      | Zweden 1982 (deel van Chips)          | 8           |
| Noorwegen   | Hanne Krogh (deel van Bobbysocks)                             | 1      | Noorwegen 1971                        | 17          |
| Oostenrijk  | Gary Lux                                                      | 8      | Oostenrijk 1983 (deel van Westend)    | 9           |
| Zweden      | Kikki Danielsson                                              | 3      | Zweden 1982 (deel van Chips)          | 8           |
| Zwitserland | Mariella Farré (samen met Pino Gasparini)                     | 12     | Zwitserland 1983                      | 15          |

### Nationale keuzes
In Ierland deed Marion Fossett van de groep Sheeba solo mee, maar werd slechts 6de. In Finland waren Ami Aspelund (Eurovisiesongfestival 1983) en Riki Sorsa (ESF '81) van de partij. De Deense groep Hot Eyes versloeg in de preselectie ex-deelnemers Gry Johansen, Tommy Seebach en John Hatting. Neco (ESF '82) werd 2de in de Turkse preselectie. In Oostenrijk werd Arlette Zola (ESF '82) 3de en Rainy Day (ESF '84) 4de.

### Terugkerende landen
- Israël: Na een jaar afwezigheid keerde Israël terug en dat met de winnaar uit 1978, Izhar Cohen (zie ook Israël op het Eurovisiesongfestival)
- Griekenland (zie ook Griekenland op het Eurovisiesongfestival)

### Terugtrekkende landen
- Nederland: op de dag van het Songfestival vindt in Nederland de Nationale Dodenherdenking plaats.
- Joegoslavië: op de dag van het Songfestival was het precies 5 jaar sinds het overlijden van Josip Broz Tito.

### Kaart

Deelnemende landen
Landen die al meegedaan hebben maar niet meedoen